# Niederländisch-reformierte Kirche (Südliches Afrika)

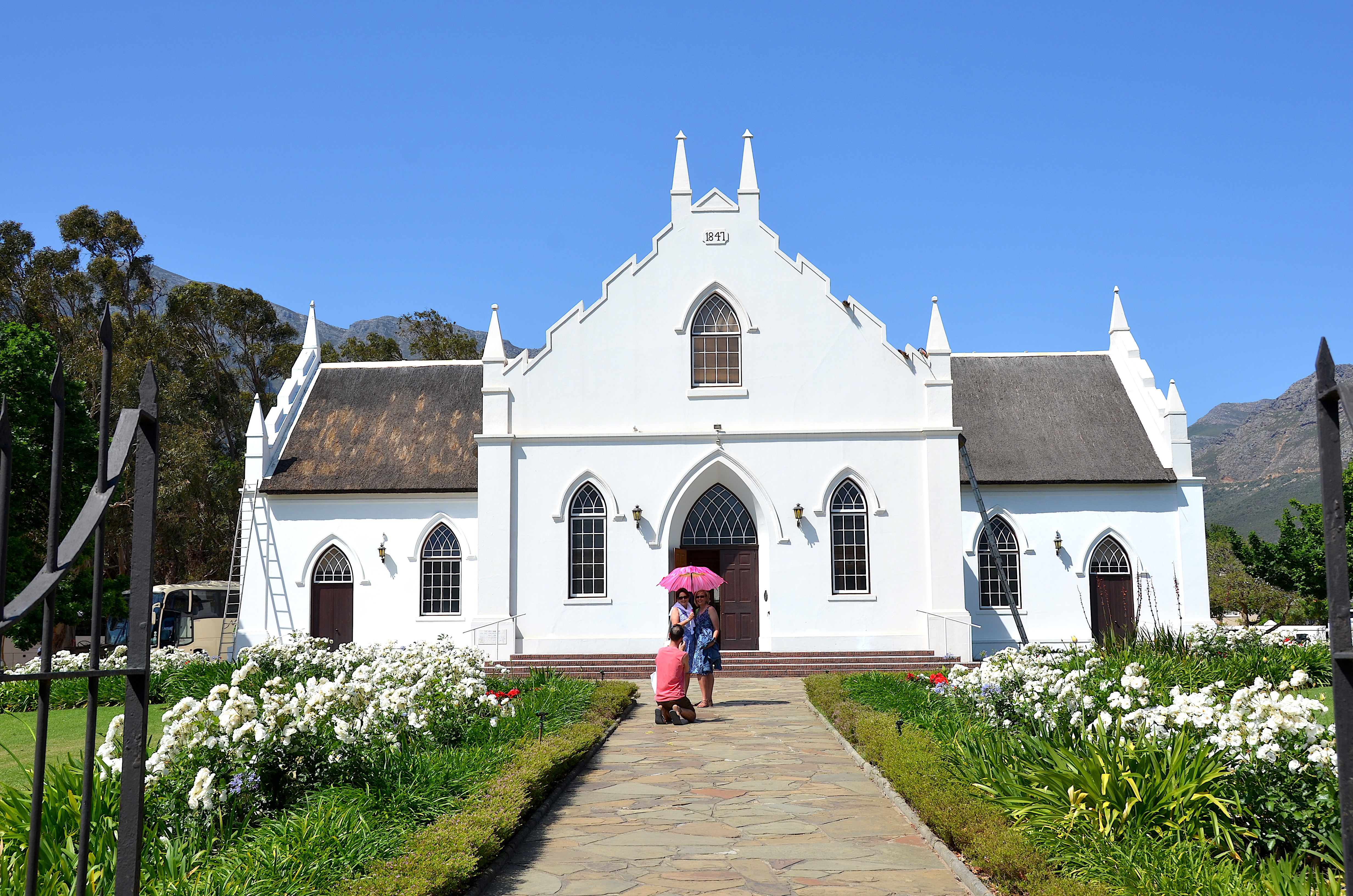
Niederländisch-reformierte Kirche von 1847 in Franschhoek

Die Niederländisch-reformierte Kirche im südlichen Afrika (afrikaans Nederduitse Gereformeerde Kerk (NGK), englisch Dutch Reformed Church (DRC)) ist eine vorwiegend Afrikaans-sprachige evangelische Kirche konservativer, calvinistischer Prägung („Afrikaner Calvinism“) im südlichen Afrika. Sie nahm 1652 unter den niederländischen Siedlern und Missionaren um Jan van Riebeeck am Kap ihren Beginn und entwickelte sich seit 1824 durch die Errichtung einer eigenen Synode zu einer von der niederländischen Mutterinstitution Nederlandse Hervormde Kerk (NHK) schrittweise unabhängigen Kirche. Ihre maßgeblichen theologischen Grundlagen sind der Heidelberger Katechismus (1563), die Confessio Belgica (1561) und die Lehrregeln von Dordrecht (Synode von Dordrecht, 1619). Der Sitz der Generalsynode befindet sich in Hatfield, einem Stadtteil von Pretoria. Den Namensteil Nederduits (wörtlich aus dem heutigen Niederländisch/Afrikaans übersetzt „niederdeutsch“, in damaliger Bedeutung aber „niederländisch“) führte die Kirche in den Niederlanden bis 1816; in Südafrika ist diese Bezeichnung erhalten geblieben.

## Gliederung
Die Nederduitse Gereformeerde Kerk gliedert sich in zehn Synoden, neun davon in Südafrika und eine in Namibia. Diese Synoden entsprechen den vormaligen Provinzen in Südafrika bzw. Namibia.
Zur erweiterten NGK-Familie gehören zudem in Südafrika:
- Nederduitse Gereformeerde Kerk
- Verenigende Gereformeerde Kerk in Suider-Afrika (VGKSA)
- Uniting Reformed Church in Southern Africa (URCSA)
- Nederduitse Gereformeerde Kerk in Afrika (NGKA)
- Reformed Church in Africa (RCA) bzw. Charisma Reformed Church in Africa

In anderen Staaten des südlichen Afrikas (in Klammern der Verwaltungssitz):
- Reformed Church in Zimbabwe (Masvingo, Simbabwe)
- Swaziland Reformed Church (Piet Retief, Südafrika)
- Church of Central Africa Presbyterian – Nkhoma Synod (Nkhoma, Simbabwe)
- Church of Central Africa Presbyterian – Harare Synod (Harare, Simbabwe)
- Reformed Church in Zambia (Lusaka, Sambia)
- Dutch Reformed Church in Botswana (Mochudi, Botswana)
- Egreja Reformada em Moçambique (Vila Ulónguè, Angónia-Tete, Mosambik)
- Egreja Reformada Evangélica Portugal (Potchefstroom-Noordbrug, Südafrika)
- Reformed Church of East Africa (Eldoret, Kenia)

Die Nederduitsch Hervormde Kerk van Afrika, ebenfalls eine niederländisch-reformierte Kirche, ist unabhängig davon zu betrachten.

## Geschichte

### Bildung Niederländisch-reformierter Gemeinden in der Kapregion
Das Wirken der Niederländisch-reformierten Kirche (NHK) in der Kapregion kann seit der Einwanderung niederländischer Siedler im Jahr 1652 verfolgt werden. Diese frühe Entwicklung ging mit dem Ansinnen an in Amsterdam wirkende Geistliche einher, ob aus ihrem Kreis eine Arbeit am Kap möglich sei. Zwischen 1652 und 1665 waren zu diesem Zweck zuerst Laien tätig. Die Konfirmation und die Abendmahlsgottesdienste erfolgten während dieser Zeit durch Pastoren, die auf ihrer Seereise hier vorübergehend an Land gingen. Seit dem Jahr 1665 wurde ein ständiger Pfarrer in die Kapregion entsandt; so gilt dieser Zeitpunkt als das formelle Gründungsdatum der Kirche auf südafrikanischem Territorium. Während der niederländischen Herrschaft am Kap waren die hier entstandenen Gemeinden den dafür zuständigen Geistlichen in Amsterdam unterstellt. Zusätzlich unterlagen die kirchlichen Strukturen am Kap der kompletten Kontrolle durch die präsente politische Macht der Niederländischen Ostindien-Kompanie (VOC). Deren Direktoren entschieden über die Besetzung der Pastorenstellen bzw. die Prediger. Es war nur die reformierte Kirche zugelassen und die hier wirkenden Gemeindepastoren waren Angestellte der VOC.
Im November 1745 berieten die Gemeinden bei einem Treffen (Gekombineerde Kerkvergadering) die Frage einer eigenen Kirchenleitung (Presbyterium). Im Ergebnis dessen verblieb man jedoch im Verbund mit der NHK.
Als die Kapkolonie um 1795 unter britische Herrschaft (siehe auch Kapitulation in der Saldanhabucht) gestellt wurde, geriet das Verhältnis der kapländischen NHK-Gemeinden zur Mutterkirche in den Niederlanden in eine zunehmend komplizierte Situation.

### Beginn getrennter Institutionen im 19. Jahrhundert
Als Resultat der sich gebildeten Distanz zur niederländischen Mutterkirche beschloss 1824 eine Synode, sich von der Hauptkirche in den Niederlanden abzutrennen.
In dieser Zeit war es im Kapland noch üblich, dass europäische und nichteuropäische Kirchenmitglieder im selben Gebäude gemeinsam Gottesdienste besuchten und zusammen das Abendmahl feierten. Auf einer Synode im Jahr 1829 wurde diese Praxis explizit unterstrichen und mit dem „unfehlbaren Wort Gottes“ begründet. Es war jedoch üblich, dass die Gruppen getrennte Sitzbereiche in den Kirchen hatten. Zur verbreiteten Praxis gehörte auch die Beteiligung nichteuropäischer Gemeindemitglieder an den Wahlen zur Ausübung von Funktionen in den Gemeindevorständen, die Teilnahme an den Jahresversammlungen regionaler Synoden (Presbyterien) oder die gleichgestellte Mitgliedschaft in obersten Synodalversammlungen. Mit der Zersplitterung der NGK in provinzielle Strukturen veränderte sich die Stellung der nichteuropäischen Gemeindemitglieder schrittweise zu deren Nachteil. Während sie ihre vollen Rechte in der Kapregion noch behielten, führten andere NGK-Gliederungen in den nördlich von ihr befindlichen Gebieten bei den Kirchenfunktionen eine „Rassenschranke“ (color bar) ein, die zu einem Verbot der Ausübung von Kirchenfunktionen führte. Später kam es auch in der Kapkolonie zu solchen separaten Entwicklungen. Ältere Nichteuropäer konnten in den Gemeinden der Weißen verbleiben, sofern sie es wünschten; neue nichteuropäische Mitglieder waren gezwungen, ihr religiöses Leben in den neuen Missionskirchen zu organisieren.
Der Große Treck der Buren ab 1835 förderte die Verbreitung der Nederduitse Gereformeerde Kerk (NGK) im Inland der Kapkolonie und in die bald entstehenden Burenrepubliken. Infolge dieser burischen Migration vollzogen sich auch Veränderungen innerhalb der Kirche.
1852 kam Reverend Dirk Van der Hoff aus den Niederlanden in das Gebiet von Transvaal und gründete 1853 die Nederduitsch Hervormde Kerk van Afrika. In der ersten Verfassung der Südafrikanischen Republik von 1858 bestimmte man diese zur offiziellen Staatskirche. Nicht alle Gemeinden der Nederduitse Gereformeerde Kerk in Transvaal schlossen sich dieser neuen Kirche an. Die Regierung der Burenrepublik betrachtete jedoch den religiösen Einfluss aus der Kapregion skeptisch, da die NHK dort unter starkem Einfluss schottischer Geistlicher stand, diese liberal orientiert und das gespannte Verhältnis zwischen Buren und Nichteuropäern in Transvaal bekannt war.
Als Reaktion auf die Schaffung einer Staatskirche gründete sich auf Initiative eines seit 1858 in Transvaal weilenden niederländischen Geistlichen der Christelijke Afgescheiden Gemeenten, Dirk Postma, eine neue Kirche. Deren Ansinnen richtete sich an Christen, die mit der erheblichen Nähe der Nederduitsch Hervormde Kerk van Afrika zum Staat nicht konform gingen. Postma und weitere Mitglieder der NHK riefen 1859 zur Gründung der Vrije Gereformeerde Kerk (Free Reformed Church) auf und orientierten sich dabei an der religiösen Bewegung Wee Frees in Schottland. Offiziell begründete die Kirche ihre Entstehung aus dem Umstand, dass die anderen niederländisch-reformierten Kirchen (NHK und NGK) sich vom reinen Calvinismus entfernt hätten. Nach ihrem Kirchengründer wurde die südafrikanische Stadt Postmasburg benannt.
Ein 1862 ergangener Richterspruch des Cape Supreme Court bestimmte, dass Repräsentanten von Gemeinden der NGK außerhalb der Kapkolonie nicht an der Cape Synod dieser Kirche teilnehmen dürften. Das führte zur Gründung eigenständiger NGK-Gliederungen im Oranje-Freistaat, in Transvaal und in der Kolonie Natal. In Transvaal gab es mehrfach Versuche, eine Vereinigung zwischen NHK und NGK zu erzielen. Erst als die Hindernisse dafür ausgeräumt waren, fand 1885 eine erste gemeinsame Synode in Pretoria statt. Der neue Name dieses Zusammenschlusses war Nederduitse Hervormde of Gereformeerde Kerk (kurz: Verenigde Kerk, NHGK) und blieb bis 1957 bestehen, danach kehrte man zur Bezeichnung Nederduitse Gereformeerde Kerk zurück. Nicht alle Mitglieder folgten der Vereinigung und fanden sich unter dem Namen Nederduitsch Hervormde Kerk in einer deutlich verkleinerten und nichtunierten Kirche zusammen. Die heutige Kirche dieser Orientierung ist nicht Mitglied der NGK-Gruppe.
Nachdem 1857 die Cape Synod der NGK mit Kritik an der bisher demographischen Einheitlichkeit des Gemeindelebens konfrontiert wurde, fasste sie widerwillig den Beschluss, unter besonderen Umständen eine separate Priesterweihe und Glaubensverkündigung für nichteuropäische Kirchenmitglieder zuzulassen. Infolge anhaltender Spaltungstendenzen entstand 1881 die Nederduitse Gereformeerde Sendingkerk (Dutch Reformed Mission Church, abgekürzt DRMC), deren Ziel die Verbreitung des christlichen Glaubens innerhalb der Coloured-Bevölkerungsgruppe war.

### Ausbildung der Rassentrennungsstrukturen im 20. Jahrhundert
Die NGK in der Kapkolonie, in Natal und im Oranje-Freistaat sowie die NHGK von Transvaal pflegten enge Beziehungen untereinander. Schließlich verständigten sie sich 1907 zur Bildung eines Federal Council of Churches (deutsch etwa: Föderalversammlung der Kirchen).
1937 kam es zu einer Novellierung des Native Urban Areas Act, wobei der auch die Kirchen betreffende Abschnitt 7 (section 7) verändert wurde und zur legislativen Einschränkung der Religionsausübung führte. Es wurde nun festgelegt, dass jede ab 1938 entstehende Institution (auch Kirchgemeinden) in jedem Siedlungsareal der schwarzen Bevölkerung eine Genehmigung durch Regierungsstellen unter Mitwirkung lokaler Behörden benötige. Noch stärkere Einschränkungen ergaben sich aus dem zweiten Änderungsgesetz im Jahr 1957 mit dem Native Urban Areas Amendment Act (Act No. 77 / 1957), das den Protest mehrerer Kirchen herausforderte und als „Kirchen-Klausel“ (Church Clause) bezeichnet wurde. Kritiker aus dem kirchlichen Bereich bezeichneten die Gesetzesänderung als einen Übergriff auf das „fundamentale Recht zur freien Religionsausübung“ und die Souveränität der Kirchen in ihrem eigenen Bereich. Dadurch verstärkte sich der Einfluss der Rassentrennungspolitik auf dem Gebiet der Kirchenpolitik. Ein Jahr zuvor, 1956, hatte die NGK in einer Zusammenfassung die auf mehreren Synoden gefassten fundamentalen Beschlüsse zugunsten einer klaren Herausbildung getrennter „indigener“ Kirchen unter ihrem Dach publiziert. In einem im selben Jahr erschienenen Nachtrag zu diesem Report wurde erklärt: „wir akzeptieren die Existenz separater Kirchen, demnach für jede indigene Gruppe“.
Zur Bildung einer ersten Gemeinde der Indian Reformed Church für indischstämmige Christen im Einflussbereich der NGK kam es 1957 in der Provinz Natal. Die Missionsarbeit innerhalb dieser Bevölkerungsgruppe stand unter Kontrolle der NGK-Generalsynode, die zu diesem Zweck einen Unterausschuss (sub-commission) in ihrer Kommissie vir die Sending (Commission for mission work, deutsch etwa: Ausschuss für die Missionsarbeit) geschaffen hatte. Diese sub-commission for Indian work setzte sich aus weißen Mitarbeitern des Missionswerkes und Mitgliedern regionaler Synoden aus dem Kreise „indischer“ Gemeinden zusammen. Daneben gab es noch eine Skakelkommissie (Liaison Committee), die der Koordination aller Aktivitäten auf diesem Sektor diente.
Erst 1961 erlangte die Nederduitse Gereformeerde Sendingkerk (Coloureds) ihre Unabhängigkeit und volle Autonomie von der Mutterkirche NHK. Es bestand dabei jedoch eine Ausnahme, wonach eine Mitwirkungsmöglichkeit von Priestern der „weißen“ Kirche in den Presbyterien und Synoden als ruhende Option weiter aufrechterhalten wurde.
1963 kam es zur Vereinigung der bis dahin regional im gesamten Südafrika wirkenden Bantu-Kirchen (Schwarze) der DRC. Dabei schlossen sich die Nederduitse Gereformeerde Bantoekerk in Suid-Afrika, die Nederduitse Gereformeerde Sendingkerk van Transvaal und die Nederduitse Gereformeerde Sendingkerk in the Orange Free State zu einer einheitlichen Kirche mit der Bezeichnung Dutch Reformed Church in Africa (Nederduitse Gereformeerde Kerk in Afrika) zusammen.
Die NGK verabschiedete auf ihrer Synode von 1974 das Positionspapier Erklärung über die menschlichen Beziehungen der Völkerschaften Südafrikas im Lichte der Heiligen Schrift. Darin wurde das Apartheidsystem mit theologischen Argumenten gerechtfertigt.

### Reformbestrebungen
Innerhalb der NGK (Weiße) nahm Anfang der 1980er Jahre die kritische Stimmung gegen die Pro-Apartheid-Linie der Kirche zu. Prominente Mitglieder wandten sich öffentlich gegen diesen Kurs. Ein Beispiel dafür ist die 1981 erstmals erschienene Essay-Sammlung Storm-Kompas von 24 Theologen, Pastoren und Laien. Die Initiatoren dieses kritisch orientierten Werkes waren ein ehemaliger Professor für Theologie an der Universität Stellenbosch, Nicolaas Smith, der NGK-Geistliche Piet Meiring aus Pretoria und der aus Protest gegen die Apartheid-Unterstützung seiner Kirche zurückgetretene NGK-Generalsekretär O’Brien Geldenhuys.
Die Generalsynode der DRMC (Coloureds) beschloss im September 1986 ein auf die inneren Verhältnisse des Landes orientiertes Glaubensbekenntnis, das als Bekenntnis von Belhar bekannt wurde. Dieser Beschluss leitete endgültig die kritische Auseinandersetzung mit den Apartheidstrukturen in der südafrikanischen Gesellschaft ein. Bei der Abstimmung gab es 399 zustimmende und 71 nicht zustimmende Synodale. Dessen Diskussionsentwurf wurde erstmals 1982 auf einer Versammlung in Belhar vorgestellt und wirkte deshalb namensgebend. Im Text heißt es u. a.: „Deshalb lehnen wir jegliche Lehre ab, die in einer solchen Situation im Namen des Evangeliums oder des Willens Gottes die erzwungene Trennung von Menschen aufgrund von Rasse und Hautfarbe billigt und dadurch im Voraus den Auftrag und die Erfahrung der Versöhnung in Christus verhindert und schwächt.“
Mit dieser Entschließung im Rücken traten Vertreter dieser Kirche als vehemente Kritiker der Apartheidsdoktrin in Südafrika auf und verurteilten die Grundlagen dieses Politikkonzepts als Ketzerei. Dieser innerkirchliche Diskurs vollzog sich in einer historischen Phase des Landes, als sich Südafrika auf dem Höhepunkt einer politisch-militanten Kontroll- und Sicherheitsspirale sowie im Ausnahmezustand einer permanenten inneren und äußeren Verteidigungssituation befand. Jegliche Kritik an den herrschenden Verhältnissen unter dem damals allumfassend regierenden Staatspräsidenten Pieter Willem Botha wurde mit Hilfe des von ihm maßgeblich errichteten National Security Management System aufgeklärt und unterdrückt. Das Land drohte dabei in einem Zustand präsidialer Administration zu erstarren. Kritik an der DRMC während dieses Zeitabschnitts entzündete sich an dem Fakt, dass ihre Kirchenleitung sich nicht zu einer einheitlichen Empfehlung durchringen konnte, den Kirchenmitgliedern eine Verhaltensempfehlung zur Wahl am 22. August 1984 für das House of Representatives nach der neuen Verfassung von 1983 zu geben.
Die NGK verabschiedete 1986 mit großer Mehrheit eine Stellungnahme unter dem Titel Kerk in Samelewing (englisch Titel: Church and Society), die 1990 unter den fortschreitenden innenpolitischen Verhältnissen eine revidierte Fassung erhielt. In diesem Positionspapier wurde es als notwendig erachtet, dass in den Regularien der Kirche die zwischen den Menschen bestehenden sprachlichen und kulturellen Unterschiede berücksichtigt werden sollten, jedoch nur auf solchen Wegen, auf denen die Einheit der Kirche nicht beeinträchtigt werde. In der Positionsbestimmung hieß es beispielsweise, dass keine Personen wegen ihrer „Herkunft“, ihrem „nationalen Zugehörigkeitsgefühl“, ihrer „Sprache“ oder „Hautfarbe“ ausgeschlossen werden solle. Weiterhin wurde zum Ausdruck gebracht, dass keine Gemeinde irgendjemand abweisen solle, der das „Wort Gottes hören wolle“, ferner Rassismus eine große Sünde sei und die Apartheid als politisches und soziales System nicht mit dem christlichen Wertekanon zu vereinbaren sei. Schließlich rang man sich zu dem Eingeständnis durch: „wir gestehen es demütig und reuevoll“, dass die Kirche und ihre Mitglieder zu den Beteiligten an der Apartheid-Doktrin gehörten.
Im März 1989 trafen sich internationale Vertreter der Reformed Ecumenical Synod (RES) in der südafrikanischen Stadt Vereeniging. Auf dieser einwöchigen Synode kam es zu umfassend vorbereiteten Gesprächen zwischen Vertretern der NGK-Kirchengruppe und Teilnehmern von mit ihr theologisch verbundenen Kirchen aus Botswana, Malawi, Namibia, Sambia und Simbabwe. Die Initiative ging von einem 1988 vorausgegangenen Synodalentreffen in Harare aus, in dessen Verlauf die NGK-Bruderkirchen im Südlichen Afrika aufgefordert worden waren, sowohl über ihre Haltung zur Apartheid als auch über eine strukturelle (Wieder-)Vereinigung der DRC-Gruppe zu beraten. Aus dem sich dabei entwickelnden Meinungsaustausch in Vereeniging entstand ein Positionspapier, das als Testimony of Vereeniging bekannt wurde.
Die südafrikanische Presse berichtete am 7. März 1989 über eine Initiative weißer Mitglieder der NGK, die in einer Erklärung die Apartheid ablehnten, die Mitwirkung der Kirche als Komplizenschaft mit dem staatlichen Repressionssystem eingestanden und die „schwarzen Kirchen“ um Vergebung baten. Allan Boesak, Moderator in der DRMC, begrüßte diese Positionen und meinte, dass sich damit eine „zuvor verschlossene, verriegelte und verrostete Tür“ geöffnet habe. Tatsächlich erwiesen sich diese Positionsaussagen als das Fundament für eine neue Beziehungsgrundlage zwischen den damaligen Gliedkirchen der NGK. In der Folge wurde das frühere NGK-Positionspapier Kerk in Samelewing (Church and Society) erneut zu einer Diskussionsgrundlage genommen. Es kam innerhalb dieses Prozesses zu einer innerkirchlichen Neuorientierung in Hinsicht auf die südafrikanische Gesellschaft, deren Meinungsbildung durch den Einfluss von Johan Heyns (NGK) und Allan Boesak (DRMC) signifikant beeinflusst war. Im Verlauf dieser Entwicklung kam es auch zu einem intensiven Austausch über die Inhalte des Testimony of Vereeniging und einem parallel dazu verfassten NGK-Papier, in dem auch die Sorge um weitergehende Aussagen über die Positionen von 1986 hinaus artikuliert wurden. Schließlich verständigten sich die Vertreter der NGK-Generalsynode im Oktober 1990 auf weitere vertiefte Reformpositionen, in deren Zentrum die fortgesetzte Abkehr von der Politik der Apartheid stand. Im Ergebnis der Synode entstand eine überarbeitete Fassung der Erklärung Church and Society (erste Fassung von 1986).
Die Beschlüsse der NGK-Generalsynode vom Oktober 1990 ebneten nun den Weg zu einer Verständigung der in Südafrika wirkenden Kirchen und christlichen Religionsgruppen mit der NGK-Kirchengemeinschaft. Der Staatspräsident Frederik Willem de Klerk hatte sich bereits im Dezember 1989 persönlich für einen solchen Kurs eingesetzt, indem er die Kirchenführungen zu einem gemeinsamen Diskussionsprozess eingeladen hatte, der sich mit der Rolle der Kirchen im Wandlungsprozess seines Landes befassen möge. Entsprechend seinem Vorschlag war ein nationaler Dialogprozess unter der Schirmherrschaft des Council for Scientific and Industrial Research (CSIR) vorgesehen, dessen Direktor Louw Alberts sich auch zur Leitung dieses Vorhabens bereit erklärte. Die Kirchenvertreter stimmten diesem Vorschlag zu und ernannten neben Louw Alberts auch den damaligen Generalsekretär des Südafrikanischen Kirchenrates, Frank Chikane, zum Vorsitzenden eines künftigen Zusammentreffens. Mit der Organisation dieser Konferenz in Rustenburg betrauten die Kirchenvertreter Barney Pityana, der zu diesem Zeitpunkt das Weltkirchenrats-Programm zur Bekämpfung von Rassismus (World Council of Churches’ Programme to Combat Racism) von Genf aus leitete.
Zwischen dem 5. und 9. November 1990 fand in Rustenburg die so geplante Versammlung von Vertretern der Kirchen statt. Dieses Treffen ging als Rustenburg-Konferenz in die südafrikanische Kirchengeschichte ein. Dessen Ergebnisse fasste eine Redaktionskommission zur Rustenburg Declaration zusammen, die unter der Leitung von Alberts und Chikane stand. Es wurde über den konstruktiven und verständnisvollen Diskussionsverlauf berichtet, der fundamentale Grundlagen für ein „neues“ Südafrika und die Beendigung aller rassistischen Diskriminierungstatbestände schuf.
Nur zwei Kirchen folgten der Einladung zu der Konferenz in Rustenburg nicht. Es handelte sich um die Nederduitsch Hervormde Kerk (NHK) und die Afrikaanse Protestantse Kerk (1989 von der NGK abgespalten). Kritisch verfolgte man die Konferenz aus dem Kreise rechtsgerichteter Mitglieder in der Regierungspartei Nasionale Party, von einigen Spitzenvertretern der Konserwatiewe Party und der Herstigte Nasionale Party. In der Presse kam es zu Berichten, dass nun infolge dieser Konferenz viele NGK-Mitglieder ihrer bisherigen Kirche den Rücken zuwandten und der abtrünnigen Afrikaanse Protestantse Kerk beitraten.

### Schritte zu Neuorientierung
1994 schlossen sich die DRMC (Coloureds) und die DRCA (Schwarze) zur Uniting Reformed Church in Southern Africa (URCSA) bzw. Verenigende Gereformeerde Kerk in Suider Afrika zusammen. Sie gliedert sich in sieben regionale Synoden, die neben südafrikanischen Gemeinden auch Gemeinden in Namibia und Lesotho einschließt. Gemeinden sind in Gruppen zu Presbyterien zusammengeschlossen. Die Beschlüsse der Generalsynode bestimmen den Weg der Kirche.
Die Niederländisch-reformierte Kirche ist seit 2016 wieder Mitglied des Ökumenischen Rates der Kirchen (ÖRK). Auch der All Africa Conference of Churches (AACC), dem South African Council of Churches und der Weltgemeinschaft Reformierter Kirchen gehört sie inzwischen wieder an.
Im Oktober 2015 erkannte die Synode der Niederländisch-reformierten Kirche in Südafrika gleichgeschlechtliche Ehen an; homosexuelle Menschen durften anschließend ordiniert werden. 2016 wurde der Beschluss von der Synode zurückgenommen und 2019 per Gerichtsbeschluss wieder in Kraft gesetzt.

## NGK-initiierte separate Kirchengründungen für Nichteuropäer
- Nederduitse Gereformeerde Sendingkerk van Suid-Africa, gegründet am 5. Oktober 1881 in Wellington
- Dutch Reformed Mission Church of the Orange Free State, gegründet am 9. März 1910
- Church of Central Africa (Presbyterian), zusammen mit den Scottish Missions of Blantyre and Livingstonia, gegründet am 2. März 1932 in Vrededorp
- African Reformed Church in Northern Rhodesia, gegründet am 3. Juli 1943
- Dutch Reformed Bantu Church of South Africa, gegründet am 6. November 1951 in East London
- African Reformed Church of Southern Rhodesia, gegründet am 9. September 1952 in Morgenster (Südrhodesien)
- Dutch Reformed Mission Church of Christ among the Tiv, gegründet am 9. Januar 1957 in Nord-Nigeria
- Indian Reformed Church, gegründet 1957
- Dutch Reformed Church for South-West Africa, gegründet 1962 in Mariental
- Drei Dutch Reformed Bantu (Mission) Churches in den vier südafrikanischen Provinzen wurden im Mai 1963 vereinigt, als deren erste Generalsynode in Kroonstad abgehalten wurde. Der neue Name lautete Nederduitse Gereformeerde Kerk in Afrika.